# Krumker Holz und Wälder östlich Drüsedau
Krumker Holz und Wälder östlich Drüsedau bezeichnet ein FFH-Gebiet in den Städten Osterburg (Altmark) und Seehausen (Altmark) und der Gemeinde Altmärkische Höhe im Landkreis Stendal in Sachsen-Anhalt.

## Allgemeines
Das FFH-Gebiet ist circa 429 Hektar groß. Es überlagert sich mit dem Landschaftsschutzgebiet „Ostrand der Arendseer Hochfläche“. Das FFH-Gebiet ist durch die Landesverordnung zur Unterschutzstellung der Natura 2000-Gebiete im Land Sachsen-Anhalt (N2000-LVO LSA) seit dem 21. Dezember 2018 rechtlich gesichert. Zuständige untere Naturschutzbehörde ist der Landkreis Stendal.

## Beschreibung
Das aus zwei Teilflächen bestehende FFH-Gebiet liegt südlich von Wittenberge in etwa zwischen Seehausen (Altmark) und Osterburg (Altmark). Es umfasst zwei mit naturnahen Buchen- und Eichen- bzw. Eichen-Hainbuchenwäldern bestockte Bereiche auf Grundmoränen in der Altmark, die zum Teil steil zur Niederung der Biese abfallen. Vorherrschende Waldgesellschaft ist der Hainsimsen-Buchenwald mit Rotbuche als dominierende Baumart, zu der sich Traubeneiche und Waldkiefer gesellen. Nur kleinflächig ist Waldmeister-Buchenwald mit Rotbuche, Traubeneiche und Winterlinde ausgebildet. In der Krautschicht siedeln je nach Ausprägung des Buchenwaldes Weißliche, Behaarte und Vielblütige Hainsimse, Zweiblättriges Schattenblümchen, Rasen- und Drahtschmiele sowie Pillen- und Bleiche Segge in den Hainsimsen-Buchenwäldern bzw. Waldzwenke, Waldziest, Waldmeister, Große Sternmiere, Kleines Immergrün, Waldflattergras und Waldsegge in den Waldmeister-Buchenwäldern. Die Eichenwälder werden von Stieleiche mit Waldkiefer und Hängebirke dominiert, zu denen sich Traubeneiche, Rotbuche und Hainbuche sowie in der Strauchschicht die Vogelbeere gesellen. Die Krautschicht wird von verschiedenen Gräsern dominiert. So siedeln hier Rotstraußgras, Draht- und Rasenschmiele, Schafschwingel, Pfeifengras, Wolliges Honiggras, Pillensegge, Feldhainsimse und Behaarte Hainsimse. Weiterhin sind Maiglöckchen, Zweiblättriges Schattenblümchen, Siebenstern, Waldgeißblatt, Heidelbeere, Besenheide und Wiesenwachtelweizen zu finden. Die Eichen-Hainbuchenwälder werden von Traubeneiche und Gemeiner Esche dominiert, zu denen sich Vogelbeere und Hainbuche gesellen. Die Strauchschicht wird von Hasel, Schwarzer Holunder und Faulbaum gebildet. In der Krautschicht siedeln Waldzwenke, Rasenschmiele, Waldflattergras, Hainrispengras, Echte Sternmiere, Hohe Schlüsselblume, Buschwindröschen, Maiglöckchen, Vielblütige Weißwurz und Waldmeister. Die Wälder verfügen über einen hohen Alt- und Totholzanteil.
Die Wälder sind unter anderem Lebensraum verschiedener Fledermäuse. So sind hier Braunes Langohr, Breitflügelfledermaus, Fransenfledermaus, Große Bartfledermaus, Großer und Kleiner Abendsegler, Wasserfledermaus, Zwergfledermaus und Mopsfledermaus heimisch.
Die Wälder grenzen größtenteils an weitere Waldgesellschaften bzw. teilweise an landwirtschaftliche Nutzflächen. Die nördliche Teilfläche des FFH-Gebietes grenzt im Norden an die Landesstraße 12 sowie im Osten stellenweise an die Bundesstraße 189. Die südliche Teilfläche grenzt im Osten an die Bundesstraße 189.